# William LeMessurier
William LeMessurier (né le 12 juin 1926 à Pontiac, Michigan et mort le 14 juin 2007) est un ingénieur américain. Il est diplômé de Harvard (en architecture et design) et du Massachusetts Institute of Technology (MIT). Il est le fondateur et président de LeMessurier Consultants, compagnie d'ingénieurs spécialisés dans la construction et l'architecture.
LeMessurier a été responsable de la construction de nombreux bâtiments importants, dont Boston City Hall (Mairie de Boston). Mais LeMessurier est surtout connu pour avoir construit le Citigroup Center à New York, puisque ses plans ont révélé une fois le bâtiment terminé des failles dans la construction (voir Crise ingénierie du centre Citicorp), qui auraient pu amener à un effondrement de l'immeuble en cas des forts vents. LeMessurier a cependant fait preuve d'une attitude responsable qui a permis de renforcer l'édifice, au point que celui-ci constitue aujourd'hui l'un des gratte-ciels les plus sûrs au monde dans sa structure.